# Phankham Viphavanh
Tiến sĩ Phankham Viphavanh (sinh 1951), một số nguồn phiên âm thành Phăn-khăm Vị-phả-văn, nguyên là Ủy viên Bộ Chính trị Đảng Nhân dân Cách mạng Lào, Thủ tướng Chính phủ nước Cộng hoà Dân chủ Nhân dân Lào. Ông từng là Thường trực Ban Bí thư Trung ương Đảng Nhân dân Cách mạng Lào,  Phó Chủ tịch nước Cộng hòa Dân chủ Nhân dân Lào, Chủ tịch Hội Hữu nghị Lào-Việt Nam.  